# Lige ud af køkkenvejen
|  | Denne artikel er oprettet af botten PalnaBot ud fra en ekstern database. Den kan derfor have sproglige fejl eller mangler. Denne skabelon kan fjernes efter kontrol af indholdet. |

Lige ud af køkkenvejen er en film instrueret af Werner Hedman.

## Handling
Nøjagtig beskrivelse af tilberedningen af forskellige retter - en levende illustreret kogebog.